# Fédération européenne de softball
La Fédération européenne de softball (en anglais : European Softball Federation ou ESF) est l'ancienne fédération continentale gérant le softball en Europe reconnue par la Confédération internationale de baseball et softball (WBSC). Son siège se situait à Bregenz, en Autriche. 
L'ESF est fondée en 1976. Elle est membre de la Fédération internationale de softball (ISF), puis de la Confédération internationale de baseball et softball qui la remplace en 2013.
L'ESF a organisé les compétitions de softball féminin et masculin en Europe et notamment le Championnat d'Europe de softball féminin et la Coupe d'Europe de softball féminin.
L'ESF fusionne en 2018 avec la Confédération européenne de baseball (CEB) pour devenir la WBSC Europe, unique entité gérant le softball et le baseball en Europe à partir de 2021.

## Nations membres

### Permanentes (32)
| - Allemagne - Autriche - Belgique - Bulgarie - Croatie - Danemark - Espagne - Finlande | - France - Grande-Bretagne - Grèce - Guernesey - Hongrie - Irlande - Israël - Italie | - Jersey - Malte - Norvège - Pays-Bas - Pologne - Roumanie - Russie - Saint-Marin | - Serbie - Slovaquie - Slovénie - Suède - Suisse - Tchéquie - Turquie - Ukraine |

### Temporaires (5)
- Azerbaïdjan
- Biélorussie
- Chypre
- Estonie
- Lituanie